# 곤치깅 봄쳉드
곤치깅 봄쳉드(몽골어: Гончигийн Бумцэнд, 1881년 9월 11일 ~ 1953년 9월 23일)는 몽골 인민공화국의 군인, 혁명가, 정치인으로 몽골 인민군 창건을 주도한 것으로 유명하다. 몽골 인민공화국 수립 이후 대인민후랄 위원장과 몽골인민혁명당 중앙위원회 총서기를 지냈다.

## 일생
곤치깅 봄쳉드는 청나라 외몽골 투시예드 칸부에서 태어났다. 그의 집안은 대대로 목축업에 종사했으나 19세기부터 가세가 급격히 기울어 결국 파산했고, 그 까닭에 곤치깅 봄쳉드는 어릴적부터 가업에 참여해야 했다.
봄쳉드는 13살부터 정규 교육을 받고 청나라의 반체제 지식인들과 교류하며 몽골 독립을 꿈꾸게 되었다. 그는 1911년 몽골 혁명의 주도자 중 한명이었고 복드 칸국에서 공무원으로 일했다. 그러나 그는 복드 칸국에 비판적이었고, 봉건제 국가 폐지를 주장하며 사직했다.
곤치깅 봄쳉드는 몽골인들에게 쑨원의 중화민국과 블라디미르 레닌의 소련을 가장 이상적인 국가의 형태로 제시했다. 봄쳉드는 반동주의의 비판자이자 남녀평등과 사회개혁을 지지하는 진보주의자이기도 했다.
1921년 러시아 백군이 몽골을 침략하자 봄쳉드는 몽골 인민군을 조직해 우익 침략자들을 응징하였다. 그는 담딘 수흐바타르와의 인연으로 1921년 몽골 혁명에도 참여하였고, 1924년 몽골 인민공화국 수립에도 큰 기여를 하였다.
곤치깅 봄쳉드는 이미 국가적 영웅이었으나, 검소한 성격이었던 그는 여러차례 고위직 제안을 거절하고 공직에서 물러나 야인으로 살았다. 
그러나 1930년대 허를러깅 처이발상이 대숙청을 시행하면서 몽골 인민혁명당 지도부 공백이 발생하였고, 1940년 신인 정치가 욤자깅 체뎅발이 곤치깅 봄쳉드를 천거하며 다시 공직에 복귀하였다.
1952년 처이발상이 사망한 이후 봄쳉드는 몽골 인민공화국의 국가원수로 지명되었고, 1953년 사망할 때까지 직무를 수행했다.
1953년 9월 23일 곤치깅 봄쳉드는 천식으로 사망하였고, 장례식은 국장으로 거행된 뒤 울란바토르에 매장되었다.

## 같이 보기
- 이오시프 스탈린
- 허를러깅 처이발상
- 몽골 인민공화국

| 전임 허를러깅 처이발상 | 제8대 몽골 인민공화국 대인민후랄 위원장 1940년 7월 6일 ~ 1953년 9월 23일 | 후임 욤자깅 체뎅발 |